# Precious Time
Precious Time là đĩa đơn thứ 9 của Speed được phát hành ngày 17 tháng 2 năm 1999.

## Tổng quan
Là đĩa đơn được thể hiện và sản xuất bởi Hiromasa Ijichi, phát hành vào ngày 17 tháng 2 năm 1999 ở Nhật Bản bởi nhãn Toy's Factory dưới dạng mini-đĩa đơn CD đường kính 8 cm . Nó đứng vị trí thứ hai trên bảng xếp hạng Oricon và 13 tuần liên tiếp vẫn đứng trên bảng xếp hạng này . Trong tuần đầu đĩa bán được 353,400 bản và doanh số cuối cùng là 622,580 bản, đứng vị trí đĩa đơn #32 năn
1999..
Precious Time được chọn làm bài hát chủ đề cho đoạn phim quảng cáo Epson. Bài hát nằm trong albumCarry On My Way được phát hành 10 tháng sau đó.
Bài hát được "Bên B" lấy tên là Kisetsu ga Iku Toki sử dụng làm bài hát chủ đề kết thúc phim anime Doraemon: Nobita - Vũ trụ phiêu lưu ký
Tất cả nhạc phẩm được soạn bởi Ijichi Hiromasa phối hợp với Mizushima Yasutaka.
| CD  | CD                                                     | CD         |
| STT | Nhan đề                                                | Thời lượng |
| --- | ------------------------------------------------------ | ---------- |
| 1.  | "Precious Time"                                        | 5:59       |
| 2.  | "Kisetsu ga Iku Toki" (季節がいく時)                   | 4:06       |
| 3.  | "Precious Time (Instrumental)"                         | 5:59       |
| 4.  | "Kisetsu ga Iku Toki (Instrumental)" (季節がいく時...) | 4:04       |